# Norra Nöbbelövs kyrka
Norra Nöbbelövs kyrka är en kyrkobyggnad i norra Lund. Den är församlingskyrka i Norra Nöbbelövs församling i Lunds stift. 

## Kyrkobyggnaden
Ursprungligen hade Norra Nöbbelöv en kyrka från 1100-talet i romansk stil. Denna hade varken torn eller absid.
I slutet av 1800-talet fann man att den gamla kyrkan var för liten för Norra Nöbbelövs församling. Man beslutade därför att riva den gamla kyrkan, något som verkställdes 1899.
Den nya kyrkan byggdes mellan 1900 och 1901 i nygotisk stil och kunde invigas på allhelgonadagen 1901. Den ritades av den malmöitiska arkitektsfirman Lindvall & Boklund.
Åren 1995–1996 byggdes kyrkan ut på framsidan. Tillbyggnaden är ett fyrkantigt hus som ansluter till resten av kyrkan. I detta finns bland annat kapprum, toaletter och samlingslokaler samt handikappanpassad entré.

## Inventarier
- Kyrkans dopfunt gjordes på 1100-talet. Den har en rund och stilren utformning. Dess botten är fyrkantig en sandstensplatta av nyare datum. Dopfatet gjordes av mässing under 1500-talet.

- Ett altarskåp av ek från första halvan av 1400-talet fanns tidigare i Norra Nöbbelövs kyrka, men det finns numera i Lunds universitets historiska museums samlingar. Skåpets mariabild är bevarad, men bilderna på dörrarna har förstörts, mer eller mindre.

- Vid dopfunten finns en kopia i gips av mariaskulpturen från altarskåpet. På denna har Maria och Jesusbarnet förgyllda kläder och Maria bär en krona. Kopian utfördes 1965 av Birger Videlius.

- På altaret står ett triumfkrucifix av trä skulpterat av Eva Spångberg.

### Orgel
- 1901 byggde Johannes Magnusson, Göteborg en orgel med 5 stämmor.
- 1950 byggde E A Setterquist & Son, Örebro en orgel med 13 stämmor.
- Den nuvarande orgeln byggdes 1971 av A. Mårtenssons Orgelfabrik AB, Lund och är en mekanisk orgel.

| Huvudverk I   | Svällverk II      | Pedal        | Koppel |
| Rörflöjt 8´   | Gedackt 8'        | Subbas 16´   | I/P    |
| Principal 4'  | Rörflöjt 4'       | Nachthorn 4' | II/P   |
| Waldflöjt 2'  | Principal 2'      |              | II/I   |
| Mixtur 3 chor | Quinta 1 1/3'     |              |        |
| Dulcian 8'    | Crescendosvällare |              |        |

## Kyrkogården
År 1995 påträffades i samband med kyrkans tillbyggnad en massgrav omkring 20 meter väster om kyrkan, innanför den plats där det under medeltiden fanns en kyrkogårdsmur. Där fanns skelettdelar från ett tjugotal soldater från slaget vid Lund 1676. Detta är den första massgrav från detta slag som påträffats. En minnessten har satts upp vid kyrkan.

## Bildgalleri

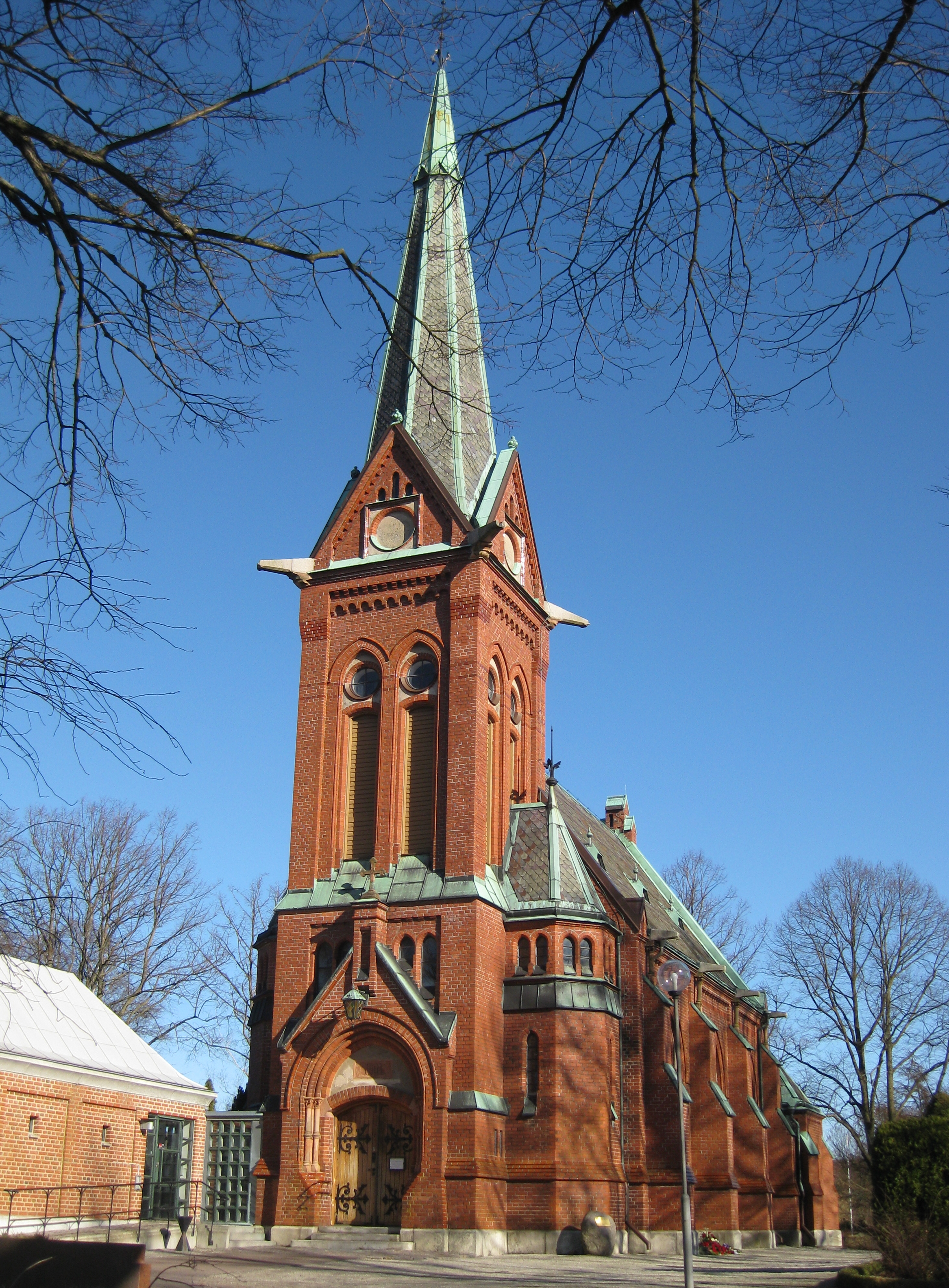
Kyrkan från väster.
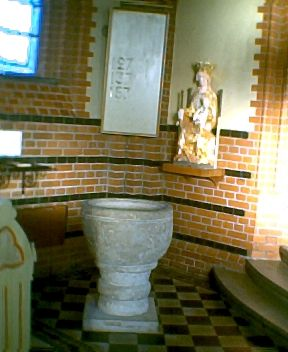
Dopfunt och Mariaskulptur.
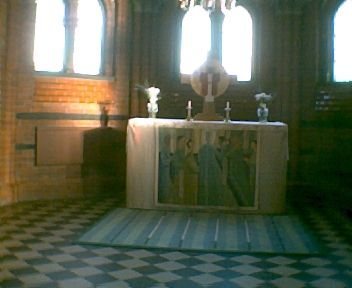
Altare.
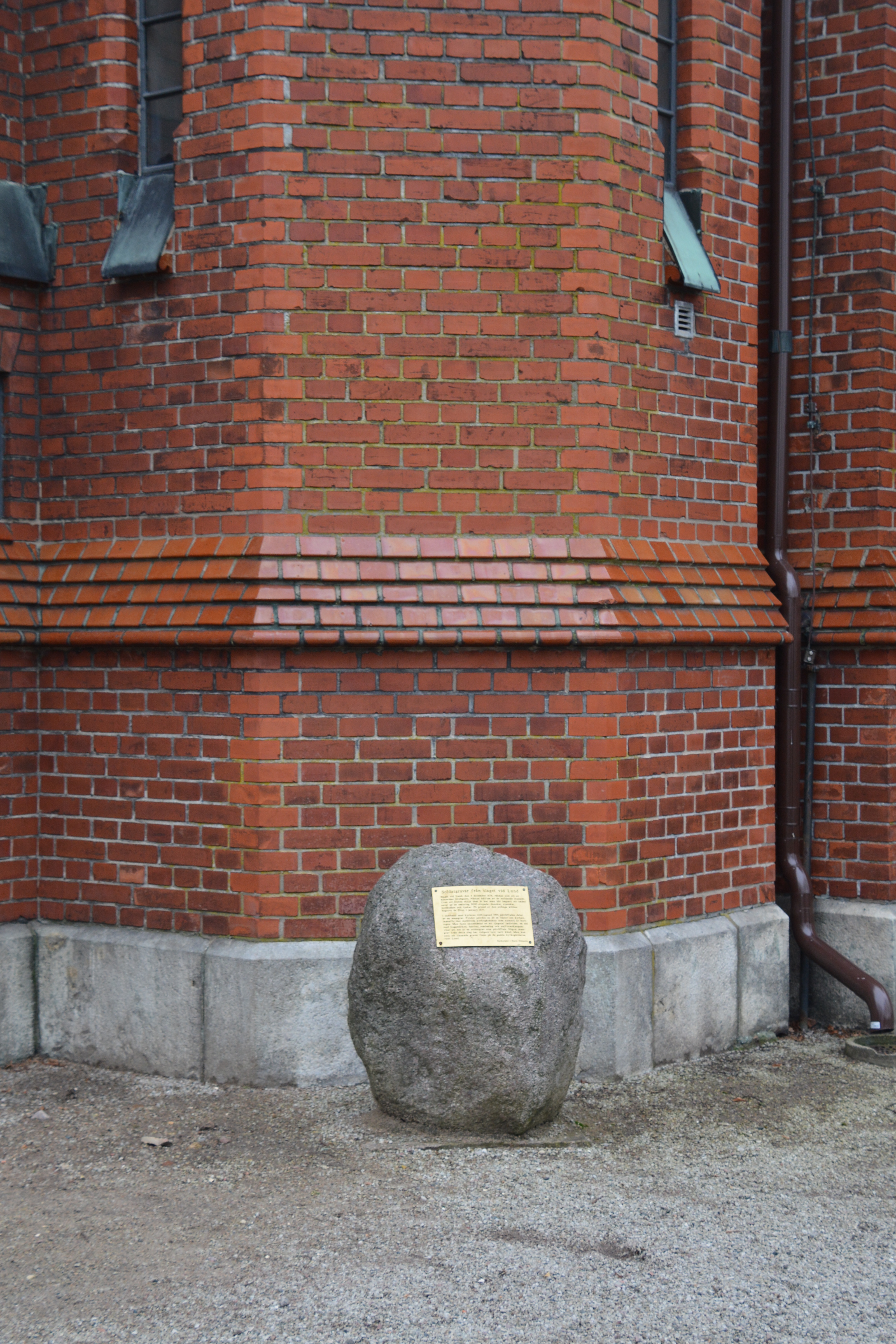
Minnessten över stupade vid slaget vid Lund.